# ンギグミ
ンギグミ（N'guigmi）は、ニジェールのディファ州の都市。
2011年の人口は7万7748人
。
国土の南東端に位置する。
チャド湖が砂漠化により急速に縮小する以前には、チャド湖の北西端の湖畔に位置していた。
ンギグミは地域の軍事的要衝であり、またニジェールの国道1号の終点でもある。
これは、首都ニアメからザンデール・ディファを通って続く舗装道路の終点ということである。
ンギグミからは3本の未舗装道路がチャドやニジェールへと伸びており、うち一本は真北へと伸びて塩の産地、ビルマへと続いている。
町は、ディリア・ワジの河口に位置する。
これは町の北西200kmのテルミト山から始まりチャド湖へと注ぎ込む古代河川の名残で、20世紀中期までは季節的に流水が見られた。町はカヌリ人の漁民の中心地である。雨季には、町から45km南東のドロ村まで水がやってくる。
1970年代のサヘル地域の大旱魃の際には、85km南東にまで水域は後退した。
ンギグミはディファ州のンギグミ県の県都である。
ンギグミで最も多いのはカヌリ人であるが、他にフラニ人やダザ・トゥーブー人も居住している。